# Математические начала натуральной философии
«Математические начала натуральной философии» (лат. Philosophiæ Naturalis Principia Mathematica) — фундаментальный труд Ньютона, в котором он сформулировал закон всемирного тяготения и три закона движения, ставшие основой классической механики и названные его именем.

## История написания
История создания этого труда, самого знаменитого в истории науки наряду с «Началами» Евклида, начинается в 1682 году, когда прохождение кометы Галлея вызвало подъём интереса к небесной механике. Эдмонд Галлей тогда попытался уговорить Ньютона опубликовать его «общую теорию движения». Ньютон отказался. Он вообще неохотно отвлекался от своих исследований ради кропотливого дела издания научных трудов.
В августе 1684 года Галлей приехал в Кембридж и рассказал Ньютону, что они с Реном и Гуком обсуждали, как из формулы закона тяготения вывести эллиптичность орбиты планет, но не знали, как подступиться к решению. Ньютон сообщил, что у него уже есть такое доказательство, и вскоре прислал его Галлею. Тот сразу оценил значение результата и метода, в ноябре снова навестил Ньютона и на этот раз сумел уговорить его опубликовать свои открытия.
10 декабря 1684 года в протоколах Королевского общества появилась историческая запись:

Господин Галлей… недавно видел в Кембридже м-ра Ньютона, и тот показал ему интересный трактат «De motu» [О движении]. Согласно желанию г-на Галлея, Ньютон обещал послать упомянутый трактат в Общество.

Работа над opus magnum шла в 1684—1686 годах. По воспоминаниям Хэмфри Ньютона, родственника учёного и его помощника в эти годы, сначала Ньютон писал «Начала» в перерывах между алхимическими опытами, которым уделял основное внимание, но постепенно увлёкся и с воодушевлением посвятил себя работе над главной книгой своей жизни.
Публикацию предполагалось осуществить на средства Королевского общества, но в начале 1686 года Общество издало не нашедший спроса четырёхтомный трактат Уиллоби по истории рыб и тем самым истощило свой бюджет. Тогда Галлей объявил, что он берёт расходы по изданию на себя. Общество с признательностью приняло это великодушное предложение и в качестве частичной компенсации бесплатно предоставила Галлею 50 экземпляров трактата по истории рыб.
Труд Ньютона — возможно, по аналогии с «Началами философии» (Principia Philosophiae) Декарта — получил название «Математические начала натуральной философии», то есть, на современном языке, «Математические основы физики».
28 апреля 1686 года первый том «Математических начал» был представлен Королевскому обществу. Все три тома после некоторой авторской правки были изданы 5 июля 1687 года. Тираж (около 300 экземпляров) был распродан за 4 года — для научных книг того времени очень быстро. Два экземпляра этого редчайшего издания хранятся в России; один из них Королевское общество в годы войны (1943) подарило Академии наук СССР на празднование 300-летнего юбилея Ньютона. При жизни Ньютона вышло два переиздания, исправленных и дополненных: в 1713 и 1726 годах. Второе издание с 1709 года активно редактировал Роджер Котс, поправивший многие вычисления. Но он навязывал автору свои интерпретации, в том числе теологические, поэтому Ньютон обиделся и никак не вознаградил его. Третье издание, не столь изменённое, редактировал Генри Пембертон.

## Краткое содержание труда
Как физический, так и математический уровень труда Ньютона несопоставимы с работами его предшественников. В нём совершенно (за исключением философских отступлений) отсутствует аристотелева или декартова метафизика, с её туманными рассуждениями и неясно сформулированными, часто надуманными «первопричинами» природных явлений. Ньютон, например, не провозглашает, что в природе действует закон тяготения, он строго доказывает этот факт, исходя из наблюдаемой картины движения планет: из первых двух законов Кеплера он выводит, что движение планет управляется центральной силой, а из третьего закона — что притяжение обратно пропорционально квадрату расстояния.
Метод Ньютона — создание модели явления, «не измышляя гипотез», а потом уже, если данных достаточно, поиск его причин. Такой подход, начало которому было положено Галилеем, означал конец старой физики. Математический аппарат и общую структуру книги Ньютон сознательно построил максимально близкими к тогдашнему стандарту научной строгости — «Началам» Евклида.

### Первая книга
В первой главе (главы в труде называются отделами) Ньютон определяет базовые понятия — масса, сила, инерция («врождённая сила материи»), количество движения и др. Постулируются абсолютность пространства и времени, мера которых не зависит от положения и скорости наблюдателя. На основе этих чётко определённых понятий формулируются три закона ньютоновой механики. Впервые даны общие уравнения движения, причём если физика Аристотеля утверждала, что скорость тела зависит от движущей силы, то Ньютон вносит существенную поправку: не скорость, а ускорение.

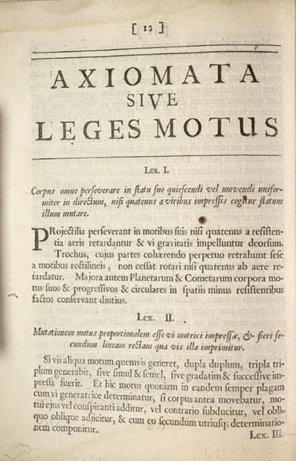
Страница «Начал» Ньютона с аксиомами механики

Законы Ньютона автор сформулировал в следующем виде.
1. Всякое тело продолжает удерживаться в состоянии покоя или равномерного и прямолинейного движения, пока и поскольку оно не понуждается приложенными силами изменить это состояние.
2. Изменение количества движения пропорционально приложенной силе и происходит по направлению той прямой, по которой эта сила действует.
3. Действию всегда есть равное и противоположное противодействие, иначе, взаимодействия двух тел друг на друга между собой равны и направлены в противоположные стороны.

Первый закон (закон инерции), в менее чёткой форме, опубликовал ещё Галилей. Надо отметить, что Галилей допускал свободное движение не только по прямой, но и по окружности (видимо, из астрономических соображений). Галилей также сформулировал важнейший принцип относительности, который Ньютон не включил в свою аксиоматику, потому что для механических процессов этот принцип выводится им как прямое следствие основных постулатов (следствие V):

Относительные движения друг по отношению к другу тел, заключённых в каком-либо пространстве, одинаковы, покоится ли это пространство или движется равномерно и прямолинейно без вращения.

Важно отметить, что Ньютон считал пространство и время абсолютными понятиями, едиными для всей Вселенной, и явно указал на это в своих «Началах».
Ньютон также дал строгие определения таких физических понятий, как количество движения (не вполне ясно использованное у Декарта) и сила. Указано правило векторного сложения сил. Вводится в физику понятие массы как меры инерции и — одновременно — гравитационных свойств (ранее физики пользовались понятием вес).
Далее в книге I подробно рассмотрено движение в поле произвольной центральной силы. Формулируется ньютоновский закон притяжения (со ссылкой на Рена, Гука и Галлея), приводится строгий вывод всех законов Кеплера, причём описаны и неизвестные Кеплеру гиперболические и параболические орбиты. Третий закон Кеплера Ньютон привёл в обобщённом виде, с учётом масс обоих тел.
В главе X содержится теория колебаний разных типов маятников, в том числе сферических и циклоидальных. Далее подробно рассмотрено притяжение протяжённых (уже не точечных) тел сферической или иной формы.

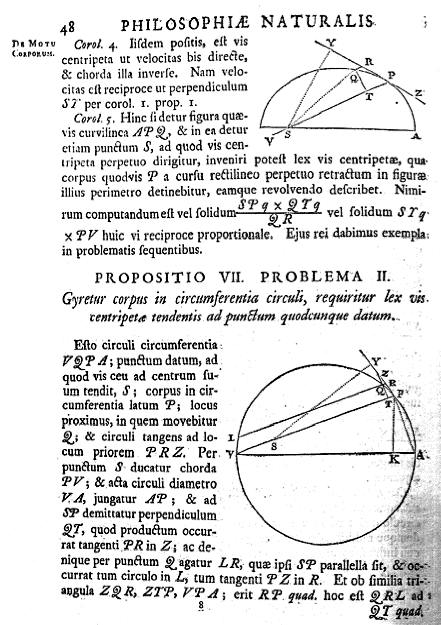
Страница из «Начал» Ньютона

Методы доказательства, за редким исключением, — чисто геометрические, дифференциальное и интегральное исчисление явно не применяется (вероятно, чтобы не умножать число критиков), хотя понятия предела («последнего отношения») и бесконечно малой, с оценкой порядка малости, используются во многих местах.

### Вторая книга
Книга II фактически посвящена гидромеханике, то есть движению тел на Земле с учётом сопротивления среды. Например, исследуются колебания маятника в сопротивляющейся среде. Здесь в одном месте (отдел II) Ньютон в виде исключения использует аналитический подход для доказательства нескольких теорем и провозглашает свой приоритет в открытии «метода флюксий» (дифференциального исчисления):

В письмах, которыми около десяти лет тому назад я обменивался с весьма искусным математиком г-ном Лейбницем, я ему сообщал, что обладаю методом для определения максимумов и минимумов, проведения касательных и решения тому подобных вопросов, одинаково приложимых как для членов рациональных, так и для иррациональных, причём я метод скрыл, переставив буквы следующего предложения: «когда задано уравнение, содержащее любое число текущих количеств, найти флюксии и обратно». Знаменитейший муж отвечал мне, что он также напал на такой метод и сообщил мне свой метод, который оказался едва отличающимся от моего, и то только терминами и начертанием формул.

### Третья книга
Книга 3 — система мира, в основном небесная механика, а также теория приливов. В начале книги Ньютон формулирует свой вариант «бритвы Оккама»:

Не должно принимать в природе иных причин сверх тех, которые истинны и достаточны для объяснения явлений… Природа ничего не делает напрасно, а было бы напрасным совершать многим то, что может быть сделано меньшим. Природа проста и не роскошествует излишними причинами.

В соответствии со своим методом Ньютон из опытных данных о планетах, Луне и других спутниках выводит закон тяготения. Для проверки того, что сила тяжести (вес) пропорциональна массе, Ньютон провёл несколько довольно точных опытов с маятниками.
Далее этот закон применяется для описания движения планет. Подробно изложена также теория движения Луны и комет, физические причины приливов. Приведён способ определения массы планеты, причём масса Луны найдена по высоте приливов. Объяснены (с помощью теории возмущений) предварение равноденствий и неправильности (невязки) в движении Луны — как известные в древности, так и 7 позднее установленных (Тихо Браге, Флемстид).

## Критика
Выход в свет «Начал», заложивший фундамент теоретической физики, вызвал огромный резонанс в научном мире. Наряду с восторженными откликами были, однако, и резкие возражения, в том числе от известных учёных — например, со стороны картезианцев. Два первых закона механики особых возражений не вызвали, некоторое недоумение высказывалось в связи с третьим законом (действие равно противодействию), поскольку из него следовало, что яблоко притягивает Землю с такой же силой, с какой Земля притягивает яблоко. В справедливости этого закона Ньютону пришлось убеждать даже собственного помощника и соредактора, математика Роджера Котса. Главные возражения у критиков вызвала концепция тяготения — свойства непонятной природы, с неясным источником, которое действовало без материального носителя, через совершенно пустое пространство. Лейбниц, Гюйгенс, Якоб Бернулли, Кассини отвергли тяготение и пытались по-прежнему объяснять движение планет декартовскими вихрями или иным способом.
Из переписки Лейбница и Гюйгенса:

Лейбниц: Я не понимаю, как Ньютон представляет себе тяжесть или притяжение. Видимо, по его мнению, это не что иное, как некое необъяснимое нематериальное качество.
Гюйгенс: Что касается причины приливов, которую даёт Ньютон, то она меня не удовлетворяет, как и все другие его теории, построенные на принципе притяжения, который кажется мне смешным и нелепым.

Сам Ньютон о природе тяготения предпочитал публично не высказываться, так как экспериментальных аргументов в пользу эфирной или иной гипотезы у него не было. Подозреваемую рядом физиков связь тяготения с магнетизмом Ньютон уверенно отверг, поскольку свойства этих двух явлений совершенно различны. В личной переписке Ньютон допускал и сверхъестественную природу тяготения:

Непостижимо, чтобы неодушевлённая грубая материя могла без посредства чего-либо нематериального действовать и влиять на другую материю без взаимного соприкосновения, как это должно бы происходить, если бы тяготение в смысле Эпикура было существенным и врождённым в материи. Предполагать, что тяготение является существенным, неразрывным и врождённым свойством материи, так что тело может действовать на другое на любом расстоянии в пустом пространстве, без посредства чего-либо передавая действие и силу, — это, по-моему, такой абсурд, который немыслим ни для кого, умеющего достаточно разбираться в философских предметах.
Тяготение должно вызываться агентом, постоянно действующим по определённым законам. Является ли, однако, этот агент материальным или нематериальным, решать это я предоставил моим читателям.
— Из письма Ньютона Ричарду Бентли от 25 февраля 1693 г.

Сэр Исаак Ньютон был со мной и сказал, что он приготовил 7 страниц добавлений к своей книге о свете и цветах [то есть к «Оптике»] в новом латинском издании… У него были сомнения, может ли он выразить последний вопрос так: «Чем заполнено пространство, свободное от тел?» Полная истина в том, что он верит в вездесущее Божество в буквальном смысле. Так же, как мы чувствуем предметы, когда изображения их доходят до мозга, так и Бог должен чувствовать всякую вещь, всегда присутствуя при ней.
Он полагает, что Бог присутствует в пространстве как свободном от тел, так и там, где тела присутствуют. Но считая, что такая формулировка слишком груба, он думает написать так: «Какую причину тяготению приписывали древние?». Он думает, что древние считали причиной Бога, а не какое-либо тело, ибо всякое тело уже само по себе тяжёлое.
— Из дневника Дэвида Грегори, 21 декабря 1705 г.
Критики указывали также на то, что теория движения планет на основе закона тяготения имеет недостаточную точность, особенно для Луны и Марса. Прямое измерение силы притяжения в земных условиях осуществил в 1798 году Г. Кавендиш с помощью чрезвычайно чувствительных крутильных весов; эти опыты полностью подтвердили теорию Ньютона.

## Место в истории науки
Книга Ньютона была первой работой по новой физике и одновременно одним из последних серьёзных трудов, использующих старые методы математического исследования. Все последователи Ньютона уже использовали мощные методы математического анализа. В течение всего XVIII века аналитическая небесная механика интенсивно развивалась, и со временем все упомянутые расхождения были полностью объяснены взаимовлиянием планет (Лагранж, Клеро, Эйлер и Лаплас).
С этого момента и вплоть до начала XX века все законы Ньютона считались незыблемыми. Физики постепенно привыкли к дальнодействию и даже пытались, по аналогии, приписать его электромагнитному полю (до появления уравнений Максвелла). Природа тяготения раскрылась только с появлением работ Эйнштейна по общей теории относительности, когда дальнодействие наконец исчезло из физики.
В честь «Начал» Ньютона назван астероид 2653 Principia (1964 год).

### Оценки
Важность и общность открытий, относящихся к системе мира и к наиболее интересным вопросам математической физики, большое число оригинальных и глубоких мыслей, ставших зародышем многих блестящих теорий геометров прошлого века, — всё это, изложенное с большой элегантностью, обеспечивает труду о «Началах» превосходство над другими произведениями человеческого ума… эта книга навсегда останется памятником глубины гения, открывшего нам великий закон Вселенной.
— Лаплас П. С. Изложение системы мира. Л., 1982, с. 301—302

В истории естествознания не было события более крупного, чем появление «Начал» Ньютона.
— Вавилов С. И. Исаак Ньютон. Указ. соч., с. 110

## Русские переводы и тексты оригинала
- Ньютон, И. Математические начала натуральной философии = Philosophiæ Naturalis Principia Mathematica : [пер. с лат.] / Исаак Ньютон ; ред. и предисл. Л. С. Полака ; пер. и комм. А. Н. Крылова. — М. : Наука, 1989. — 688 с. — (Классики науки). — ISBN 5-02-000747-1.